# Élections législatives de 2002 dans le Lot
Les élections législatives françaises de 2002 se déroulent les 9 et 16 juin 2002. Dans le département du Lot, deux députés sont à élire dans le cadre de deux circonscriptions.

## Élus
| Circonscription | Député sortant  | Parti | Parti | Député élu ou réélu | Parti | Parti |
| --------------- | --------------- | ----- | ----- | ------------------- | ----- | ----- |
| 1re             | Bernard Charles |       | PRG   | Michel Roumégoux    |       | UDF   |
| 2e              | Jean Launay     |       | PS    | Jean Launay         |       | PS    |

## Résultats

### Résultats à l'échelle du département
| Parti                                   | Parti                               | Premier tour | Premier tour | Second tour | Second tour | Sièges |
| Parti                                   | Parti                               | Voix         | %            | Voix        | %           | Sièges |
| --------------------------------------- | ----------------------------------- | ------------ | ------------ | ----------- | ----------- | ------ |
|                                         | Parti socialiste                    | 16 712       | 18,54        | 23 233      | 26,11       | 1      |
|                                         | Parti radical de gauche             | 12 888       | 14,30        | 22 214      | 24,96       | 0      |
|                                         | Divers gauche                       | 4 552        | 5,05         |             |             | 0      |
|                                         | Parti communiste français           | 4 511        | 5,01         | 0           |             |        |
|                                         | Les Verts                           | 2 289        | 2,54         | 0           |             |        |
|                                         | Pôle républicain                    | 1 324        | 1,47         | 0           |             |        |
|                                         | Gauche parlementaire                | 42 276       | 46,91        | 45 447      | 51,07       | 1      |
|                                         |                                     |              |              |             |             |        |
|                                         | Union pour la démocratie française  | 17 006       | 18,87        | 23 072      | 25,93       | 1      |
|                                         | Union pour un mouvement populaire   | 15 497       | 17,20        | 20 471      | 23,00       | 0      |
|                                         | Majorité présidentielle             | 32 503       | 36,07        | 43 543      | 48,93       | 1      |
|                                         |                                     |              |              |             |             |        |
|                                         | Front national                      | 5 483        | 6,08         |             |             | 0      |
|                                         | Chasse, pêche, nature et traditions | 4 138        | 4,59         | 0           |             |        |
|                                         | Extrême gauche dont LCR, LO et PT   | 2 888        | 3,20         | 0           |             |        |
|                                         | Extrême droite dont MNR             | 1 810        | 2,01         | 0           |             |        |
|                                         | Divers                              | 776          | 0,86         | 0           |             |        |
|                                         | Génération écologie                 | 247          | 0,27         | 0           |             |        |
|                                         |                                     |              |              |             |             |        |
| Inscrits                                | Inscrits                            | 128 455      | 100,00       | 128 453     | 100,00      | 2      |
| Abstentions                             | Abstentions                         | 35 449       | 27,6         | 35 406      | 27,56       |        |
| Votants                                 | Votants                             | 93 006       | 72,4         | 93 047      | 72,44       |        |
| Blancs et nuls                          | Blancs et nuls                      | 2 885        | 3,1          | 4 057       | 4,36        |        |
| Exprimés                                | Exprimés                            | 90 121       | 96,9         | 88 990      | 95,64       |        |
| Source : Ministère de l'Intérieur - Lot |                                     |              |              |             |             |        |

### Résultats par circonscription

#### Première circonscription (Cahors)
| Candidat       | Candidat                        | Parti             | Premier tour | Premier tour | Second tour | Second tour |  |
| Candidat       | Candidat                        | Parti             | Voix         | %            | Voix        | %           |  |
| -------------- | ------------------------------- | ----------------- | ------------ | ------------ | ----------- | ----------- |  |
|                | Michel Roumégoux élu            | UDF (UMP)         | 17 006       | 37,09        | 23 072      | 50,95       |  |
|                | Daniel Maury                    | PRG (PS)          | 12 888       | 28,11        | 22 214      | 49,05       |  |
|                | Danielle Deviers                | Divers gauche     | 3 404        | 7,42         |             |             |  |
|                | Marie-Christine de Lavedan      | FN                | 2 845        | 6,21         |             |             |  |
|                | Gérard Iragnes                  | PCF               | 2 535        | 5,53         |             |             |  |
|                | Patrick Ruffié                  | CPNT              | 1 482        | 3,23         |             |             |  |
|                | Nicolas Chambaret               | Les Verts         | 1 331        | 2,9          |             |             |  |
|                | Pierre-Jean Capdeville-Cazenave | Divers gauche     | 1 049        | 2,29         |             |             |  |
|                | Michel Guillaumin               | LCR               | 897          | 1,96         |             |             |  |
|                | Marc Ucciani                    | Extrême droite    | 657          | 1,43         |             |             |  |
|                | Françoise Robaglia              | Pôle républicain  | 598          | 1,3          |             |             |  |
|                | Clotilde Barthélemy             | LO                | 345          | 0,75         |             |             |  |
|                | Bernard Raffy                   | Régionaliste (PO) | 343          | 0,75         |             |             |  |
|                | Francis Abad                    | MNR               | 226          | 0,49         |             |             |  |
|                | Alain Rey                       | PT                | 105          | 0,23         |             |             |  |
|                | Philippe Pissier                | Divers gauche     | 99           | 0,22         |             |             |  |
|                | Morou Boukari                   | Divers            | 39           | 0,09         |             |             |  |
|                | Lanouar Dridi                   | Divers gauche     | 0            | 0            |             |             |  |
|                |                                 |                   |              |              |             |             |  |
| Inscrits       | Inscrits                        | Inscrits          | 65 721       | 100,00       | 65 720      | 100,00      |  |
| Abstentions    | Abstentions                     | Abstentions       | 18 480       | 28,12        | 18 307      | 27,86       |  |
| Votants        | Votants                         | Votants           | 47 241       | 71,88        | 47 413      | 72,14       |  |
| Blancs et nuls | Blancs et nuls                  | Blancs et nuls    | 1 392        | 2,95         | 2 127       | 4,49        |  |
| Exprimés       | Exprimés                        | Exprimés          | 45 849       | 97,05        | 45 286      | 95,51       |  |

#### Deuxième circonscription (Figeac)
| Candidat       | Candidat                     | Parti             | Premier tour | Premier tour | Second tour | Second tour |  |
| Candidat       | Candidat                     | Parti             | Voix         | %            | Voix        | %           |  |
| -------------- | ---------------------------- | ----------------- | ------------ | ------------ | ----------- | ----------- |  |
|                | Jean Launay sortant réélu    | PS (PRG)          | 16 712       | 37,75        | 23 233      | 53,16       |  |
|                | Monique Martignac            | UMP               | 15 497       | 35           | 20 471      | 46,84       |  |
|                | Yves Cubaynes                | CPNT              | 2 656        | 6            |             |             |  |
|                | Jérôme Landes                | FN                | 2 638        | 5,96         |             |             |  |
|                | Nicole Rodier                | PCF               | 1 976        | 4,46         |             |             |  |
|                | Marie-Christine Jeandreau    | LCR               | 1 092        | 2,47         |             |             |  |
|                | Vincent Charpentier          | Les Verts         | 958          | 2,16         |             |             |  |
|                | Roland Rebois                | Pôle républicain  | 726          | 1,64         |             |             |  |
|                | Odette Molina                | Extrême droite    | 643          | 1,45         |             |             |  |
|                | Jean-Marc Isnard             | LO                | 449          | 1,01         |             |             |  |
|                | Philippe Faramus             | MNR               | 284          | 0,64         |             |             |  |
|                | André Gallego                | GÉ                | 247          | 0,56         |             |             |  |
|                | Sylvie Bertrand Epouse Gabas | Régionaliste (PO) | 217          | 0,49         |             |             |  |
|                | Patrick Quemper              | Divers            | 127          | 0,29         |             |             |  |
|                | Jean-Marc Duval              | Divers            | 50           | 0,11         |             |             |  |
|                |                              |                   |              |              |             |             |  |
| Inscrits       | Inscrits                     | Inscrits          | 62 734       | 100,00       | 62 733      | 100,00      |  |
| Abstentions    | Abstentions                  | Abstentions       | 16 969       | 27,05        | 17 099      | 27,26       |  |
| Votants        | Votants                      | Votants           | 45 765       | 72,95        | 45 634      | 72,74       |  |
| Blancs et nuls | Blancs et nuls               | Blancs et nuls    | 1 493        | 3,26         | 1 930       | 4,23        |  |
| Exprimés       | Exprimés                     | Exprimés          | 44 272       | 96,74        | 43 704      | 95,77       |  |